# Euroway

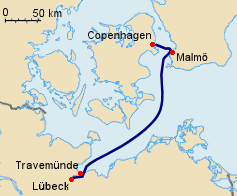
Die Euroway-Verbindung Ende 1993

Euroway war eine schwedische Schifffahrtsgesellschaft, die in den Jahren 1992 bis 1994 aktiv war. Gegründet wurde die Firma vom norwegischen Geschäftsmann Elling Ellingsen und seiner Firma Sea Link Shipping AB mit dem Ziel, zwischen Malmö in Schweden und Lübeck in Deutschland eine Kreuzfahrt-Fährverbindung aufzubauen. Euroways Geschäftsmodell bestand im Anbieten eines kreuzfahrtähnlichen Erlebnisses, vergleichbar mit den in der nördlichen Ostsee auf den Routen zwischen Stockholm und Turku bzw. Helsinki von Viking Line und Silja Line bereits etablierten Verbindungen.

## Anfänge
Die ersten Pläne für die Gründung entstanden im Jahr 1989 und wurden als Projekt Hansa am 21. Juni 1989 der Öffentlichkeit vorgestellt. Nach ursprünglicher Planung war vorgesehen, dass Euroway Mitte 1991 den Betrieb aufnehmen sollte, jedoch verspätete sich bereits die Auslieferung der ersten von zwei bestellten Fährschiffen. Die Fertigstellung des ersten Schiffes M/S Frans Suell bei der Werft Brodogradilište Split im kroatischen Split verzögerte sich aufgrund der Jugoslawienkriege um mehrere Monate, die Lieferung des Schiffes erfolgte erst im Mai 1992.
Der Start von Euroway gestaltete sich auch deshalb schwierig, weil zusätzlich aufgrund mangelhaften Marketings lange Zeit unklar war, wann die Verbindung zwischen Malmö und Lübeck aufgenommen werden kann. Am 19. Mai 1992 schließlich bediente die Frans Suell zum ersten Mal fahrplanmäßig die Route von Malmö vorerst nur bis Travemünde; am 1. September wurde dann die Route bis Lübeck erweitert. Für eine einfache Fahrt für die vollständige Strecke benötigte das Schiff rund 15 Stunden. Alle an Bord befindlichen Fahrzeuge mussten jedoch bereits in Travemünde das Schiff verlassen, da die Stadt Lübeck den zu erwartenden zusätzlichen Verkehr aus der Innenstadt heraushalten wollte. Am neu errichteten Euroway-Terminal am Lübecker Innenstadt-Hafen Konstinkai wurden somit nur Passagiere abgefertigt. Anfangs wurden auch generell keine LKW befördert, da Euroways Zielgruppe in erster Linie Kreuzfahrt- und Konferenzgäste waren. Zudem bestand bereits eine Frachtverbindung für LKW zwischen Malmö und Travemünde durch die damals ebenfalls zur Sea Link Shipping AB gehörende Nordö Link. 
Ein zweites, mit der Frans Suell baugleiches Schiff war bereits bestellt. Dieses sollte M/S Frans Kockum heißen, aufgrund der Verspätung seitens der Werft und einer schlechten Rentabilität der neuen Verbindung stornierte Euroway jedoch diese Bestellung und nahm das Schiff nicht ab. Die Werft vollendete das bereits im Bau befindliche Schiff trotzdem und verkaufte es schließlich an die Reederei DFDS, die es 1994 dann unter dem Namen M/S Crown of Scandinavia in Betrieb nahm. Da Euroway aber dennoch ein zweites Schiff benötigte, um damit eine Paarigkeit der Verkehre zu erreichen, also eine tägliche Abfahrt sowohl ab Malmö als auch ab Lübeck anbieten zu können, wurden zwischenzeitlich Gespräche mit der Rederi AB Slite bezüglich einer Charter der M/S Olympia geführt, die jedoch ohne Ergebnis blieben.

## Wirtschaftliche Schwierigkeiten und Ende
Aufgrund von Managementproblemen und der schlechten wirtschaftlichen Lage in Europa musste die Sea Link Shipping AB bereits 1992 die Nordö Link verkaufen, entschied sich aber zum Weiterbetrieb von Euroway. Jedoch suchte man einen dazu notwendigen Partner. In der Folge kam 1993 die finnische Silja Line hinzu und die Gesellschaft änderte ihren Namen in Silja Line Euroway. Mit dem Einstieg von Silja Line kam nun als zweites Schiff die M/S Silja Festival zum Einsatz. Im September 1993 wurde die Route auf das dänische Kopenhagen ausgedehnt, und fortan wurden auch LKW zur Beförderung zugelassen. 
Da jedoch die für einen wirtschaftlichen Betrieb erforderlichen Passagierzahlen nicht erreicht wurden und außerdem finanzielle Schwierigkeiten seitens Silja Line hinzukamen, musste am 12. März 1994 Silja Line Euroway den Betrieb einstellen.

## Schiffe
- M/S Frans Suell (1992–1994)
- M/S Silja Festival (1993–1994)
- M/S Frans Kockum (Bestellung storniert)